# Teen Beach 2
Teen Beach 2 – film z kanonu Disney Channel Original Movies mający charakter musicalu. Kontynuacja filmu z 2013 roku o nazwie Teen Beach Movie. W rolach głównych występują Ross Lynch i Maia Mitchell. Produkcja filmu rozpoczęła się w lipcu 2014 roku w Puerto Rico. Jego amerykańska premiera odbyła się 26 czerwca 2015 roku, a polska 18 lipca tego samego roku.

## Fabuła
Mija jakiś czas od wydarzeń z Teen Beach Movie. Brady i Mac chodzą do szkoły. Pewnego razu odkrywają, że Lela i Tanner są w ich świecie. Brady i Mac uczą ich zachowywać się jak normalni nastolatkowie, ale problem wynika gdy wszyscy bohaterowie Wet Side Story zaczynają się pojawiać w realnym świecie. Wkrótce okazuje się, że jeśli czegoś nie zrobią to ich przyjaciele znikną na zawsze. Brady i Mac mają mało czasu.

## Obsada
- Ross Lynch jako Brady
- Maia Mitchell jako McKenzie
- Grace Phipps jako Lela
- Garrett Clayton jako Tanner
- John DeLuca jako Butchy
- Jordan Fisher jako Seacat
- Chrissie Fit jako Cheechee
- Mollee Gray jako Giggles
- Kent Boyd jako Rascal
- William Loftis jako Lugnut
- Jessica Lee Keller jako Struts

## Wersja polska
W wersji polskiej udział wzięli:
- Mateusz Rusin – Brady
- Agata Paszkowska – McKenzie
- Igor Obłoza – Tanner
- Aleksandra Kowalicka – Lela
- Piotr Bajtlik – Butchy
- Mateusz Narloch – Devon
- Maciej Kosmala – Spencer
- Julia Chatys – Alyssa
- Natalia Jankiewicz – Cheechee
- Paweł Ciołkosz – Decha
- Magdalena Krylik – Struts
- Tomasz Robaczewski – Rascal
- Agnieszka Kunikowska – Luanne
- Dominika Sell – Gibka
- Krzysztof Szczepaniak – Jock
- Joanna Kuberska – Sarah

W pozostałych rolach:
- Karolina Bacia
- Justyna Kowalska
- Paulina Sacharczuk
- Wiktoria Wolańska
- Marek Gawroński
- Adam Machalica
- Piotr Piksa
- Jakub Świderski
- Bartosz Wesołowski

i inni
Reżyser: Artur Kaczmarski

Wersja polska: Zofia Jaworowska

Studio: SDI Media Polska

## Ścieżka dźwiękowa
Na ścieżce dźwiękowej znajduje się 15 utworów:
1. Best Summer Ever - Ross Lynch, Maia Mitchell, Garrett Clayton, Grace Phipps, John DeLuca, Jordan Fisher & Chrissie Fit
2. On My Own - Ross Lynch
3. Right Where I Wanna Be - Garrett Clayton & Grace Phipps
4. Falling for Ya - Jordan Fisher & Chrissie Fit
5. Wanna Be with You - Jordan Fisher
6. Twist Your Frown Upside Down - Ross Lynch, Maia Mitchell, Garrett Clayton & Grace Phipps
7. Silver Screen - Ross Lynch & Maia Mitche
8. Rescue Me - Sabrina Carpenter
9. Gotta Be Me - Ross Lynch, Maia Mitchell, Garrett Clayton, Grace Phipps, John DeLuca & Jordan Fisher
10. Meant to Be - Ross Lynch, Maia Mitchell, Garrett Clayton & Grace Phipps
11. That's How We Do - Ross Lynch, Maia Mitchell, Garrett Clayton & Grace Phipps
12. Starting Over - R5
13. On My Own - Ross Lynch
14. Best Summer Ever - Matthew Tishler & Amy Powers
15. Gotta Be Me - Niclas Molinder, Joacim Persson, Johan Alkenäs & Charlie Mason